# Physocephala bequaertortum
Physocephala bequaertortum är en tvåvingeart som beskrevs av Camras 1962. Physocephala bequaertortum ingår i släktet Physocephala och familjen stekelflugor.
Artens utbredningsområde är Kongo. Inga underarter finns listade i Catalogue of Life.